# Цивилно војна сарадња у систему цивилне одбране
Цивилно – војна сарадња у Војсци Србије дефинисана је као сарадња и координација цивилних и војних структура ради доприноса спровођењу војне мисије у миру, кризама и катастрофама. Под цивилним структурама подразумева се: локално становништво, органи и организације локалне власти, међународне организације (владине и невладине) и агенције.

## Историјски развој
Институционализовани облици цивилно – војне сарадње се јављају током Другог светског рата. Дотадашње активности  ЦВС углавном су се сводиле на гашење пожара, односно на покушаје одговора на тренутне проблеме.
Током Хладног рата цивилно – војни односи нису били постављени у средиште војне теорије и праксе. Основне карактеристике сукоба у свету и њихово решавање током трајања Хладног рата биле су профилисане у оквиру међудржавних конфликата, ангажовањем влада у сукобу и учешћем војних и полицијских снага. Последице оваквих сукоба у свету јесу традиционалне мировне операције са малим бројем цивила у оквиру операција.
Након завршетка Хладног рата, повећањем броја, интензитета и карактера сукоба у свету цивилно – цивилно војна сарадња је добила на важности. Глобализација је имала велики утицај на повећање броја цивилних учесника у савременим сукобима.
Традиционалне мировне операције у којима је учествовао мали број цивила замењене су модерним мултинационалним операцијама са повећаним бројем цивила.

## Људски ресурси као чинилац безбедности
У контексту одбране, људски ресурси подразумевају демографски потенцијал који подлеже обавези одбране и који је способан и обучен за укључивање у систем одбране. Координација рада људских ресурса у систему одбране значајна је за успостављање цивилно – војне сарадње.
Стање људских ресурса је од виталног значаја за одбрану и заштиту одбрамбених интереса, превенцију сукоба и криза, очување мира и стабилности у региону и свету. Обим људских ресурса намењених систему одбране зависи од развијеног нивоа свести о одбрани виталних вредности друштва, степена безбедносне културе, знања, вештина и способности. Основна подела ресурса одбране сваке државе обухвата људске и материјалне ресурсе.
Материјални ресурси одбране обухватају све потенцијале који се нужно ангажују за потребе одбране одређеног друштва, као што су: природни, привредни, финанасијски, информациони, техничко – технолошки и други ресурси. Сходно нормативно – правном дефинисању, сви субјекти одбране имају обавезу пружања људских и материјалних ресурса. Државни органи су у односу на одлуке и захтеве Владе дужни да обезбеде планиране капацитете и обавезне резерве од значаја за одбрану. Правна лица су на нивоу планова одбране и одлука надлежних органа одговорна за обезбеђивање обима производње и вршења услуга за која су регистрована. Технички системи такође имају значајну улогу у систему одбране. Ова јавна и акционарска предузећа егзистирају у свим важним сферама, као што су телекомуникације, саобраћај, енергетика, водоснабдевање, шумарство и многе друге области. Под субјектима одбране се подразумевају грађани, државни органи, привредна друштва, друга правна лица, предузетници и Војска Србије.
Влада Републике Србије својом одлуком одређује производе и услуге од значаја за одбрану земље.

### Људски ресурси Војске Србије
У погледу људских ресурса, Војска Србије се састоји од:
1. сталног састава -  а) професионални припадници (војна лица и цивилна лица на служби у Војсци Србије) и б) војници на служењу војног рока
2. резервног састава а) резервни официри, резервни подофицири и војници у активној резерви  б) резервни официри, резервни подофицири и војници у пасивној резерви[7]

### Допринос друштва у области безбедности и одбране
Целокупно друштво на различите начине доприноси стању безбедности и одбране. Људско деловање у готово свим областима неопходним за опстанак једне заједнице, као што су медицина, образовање, информатика, економија, трговина, телекомуникације, саобраћај, енергетика и остале, може се усмерити ка остваривању:
1. превентивних циљева
2. успостављању функционисања своје делатности услед наступања опасности које имају последице по виталне вредности и интересе

Цивилна одбрана у Републици Србији остварује се преко других субјеката од значаја за одбрану.
Други субјекти од значаја за одбрану су:
1. институције које се баве пословима из области дипломатије, безбедности, економије, образовања, здравства, науке и информисања,
2. правна лица чија делатност доприноси функционисању система одбране.[8]

## Материјални ресурси одбране
Обухватају све потенцијале који се нужно ангажују за потребе одбране одређеног друштва, као што су: 
1. природни
2. привредни
3. финанасијски
4. информациони
5. техничко – технолошки и други ресурси

Шодно нормативно – правном дефинисању, сви субјекти одбране имају обавезу пружања људских и материјалних ресурса. Под субјектима одбране се подразумевају: 
1. грађани
2. државни органи
3. привредна друштва#
4. друга правна лица
5. предузетници
6. Војска Србије<реф>Закон о одбрани Републике Србије, Службени гласник РС број 10/15 од 29.01.2015.</реф>

Државни органи су у односу на одлуке и захтеве Владе дужни да обезбеде планиране капацитете и обавезне резерве од значаја за одбрану. Правна лица су на нивоу планова одбране и одлука надлежних органа одговорна за обезбеђивање обима производње и вршења услуга за која су регистрована.<реф>Одлука о одређивању правних лица од значаја за одбрану Републике Србије, Службени гласник РС број 52/08 од 15.05.2008.</реф> 
Технички системи такође имају значајну улогу у систему одбране. Ова јавна и акционарска предузећа егзистирају у свим важним сферама, као што су телекомуникације, саобраћај, енергетика, водоснабдевање, шумарство и многе друге области.<реф>Одлука о одређивању великих техничких система од значаја за одбрану, Службени гласник РС број 35/15 од 17.04.2015.</реф>
Влада Републике Србије својом одлуком одређује производе и услуге од значаја за одбрану земље.

## Цивилно-војна сарадња у Војсци Србије
Основни носилац војног сегмента одбране и основни субјект система одбране је војска. Самостално реализовање задатака од стране оружаних снага било које земље без ослонца на цивилне структуре све је ређе. Стога се као императив наводи јачање цивилног сектора.
Војска је  превасходно намењена за одбрану земље од оружаног угрожавања споља, за учешће у оружаним операцијама ван територије своје државе у случају угрожавања националних вредности и интереса или подршке у изградњи и очувању мира у региону и свету, али и за помоћ становништву у процесу успостављана нарушеног поретка. Војска Србије је организована оружана снага која брани Републику Србију од оружаног угрожавања споља и извршава и друге мисије и задатке у складу са Уставом, законом и принципима међународног права који регулишу употребу силе.
У погледу људских ресурса Војска Србије се састоји од:
1. сталног састава - а) професионални припадници (војна лица и цивилна лица на служби у Војсци Србије) и б)војници на служењу војног рока
2. резервног састава - а)резервни официри, резервни подофицири и војници у активној резерви и б) резервни официри, резервни подофицири и војници у пасивној резерви.[9]

За разлику од већине оружаних снага развијених земаља, које цивилно-војну сарадњу примењују само у мултинационалним операцијама, Војска Србије је дефинисала функцију цивилно-војне сарадње ради примене у све три мисије, које су дефинисане Стратегијом одбране Републике Србије. функција се не односи само на активности током учешћа у изградњи и очувању мира у региону и свету, већ и на активности цивилно-војне сарадње у служби одбране државе од оружаног угрожавања споља, као и на активности подршке цивилним властима у супротстављању претњама безбедности.
Цивилно-војна сарадња у Војсци Србије организује се на стратегијском, оперативном и тактичком нивоу до нивоа бригаде. Зависно од задатака јединица и врсте операције коју Војска изводи, ЦВС се може организовати и на нивоу батаљона.
Сваки орган ЦВС на тактичком нивоу има додељену територијалну зону одговорности за коју је одговоран у процени територије о питањима ЦВС, прикупљању података о цивилним учесницима, а све у функцији подршке команданту о питањима ЦВС.
Цивилно-војна сарадња се остварује реализацијом њених основних садржаја:
1. Успостављањем и одржавањем цивилно - војне сарадње
2. Подршком командовању
3. Подршком оперативном окружењу[10]

Смисао цивилно - војне сарадње (енгл. CIMIC, Civil-Military Cooperation) је у успостављању веза војних и цивилних представника, на одређеном нивоу и простору, како би се обострано подржаним активностима допринело достизању пре свега војних, али и заједничких интереса.
У 21. веку, Војска Србије је мисију подршке цивилним властима у супротстављању претњама безбедности остваривала превасходно ангажовањем у ванредним ситуацијама, када капацитети цивилних структура нису били адекватни и довољни за одговор.
Савремени концепт цивилне одбране је настао, вођен Хобсовом идејом да је држава у обавези да обезбеди сигурност својим грађанима.
Целокупно друштво на различите начине доприноси стању безбедности и одбране. Људско деловање у готово свим областима неопходним за опстанак једне заједнице, као што су медицина, образовање, информатика, економија, трговина, телекомуникације, саобраћај, енергетика и остале, може се усмерити ка остваривању превентивних циљева, али и успостављању функционисања своје делатности услед наступања опасности које имају последице по виталне вредности и интересе. Цивилна одбрана у Републици Србији остварује се преко других субјеката од значаја за одбрану. Други субјекти од значаја за одбрану су институције које се баве пословима из области дипломатије, безбедности, економије, образовања, здравства, науке и информисања, као и правна лица чија делатност доприноси функционисању система одбране.